# كتلة الامتياز "آسيا و أوروبا في نطاق عالمي"
كتلة الامتياز «آسيا وأوروبا في نطاق عالمي»، (بالإنجليزية: Cluster of Excellence "Asia and Europe in a Global Context")، مجموعة تقوم بتحليل نقاط عدم التماثل في التدفقات الثقافية، والمنبثقة من مبادرة الامتياز للجامعات الألمانية، وهي مشروع متعدد التخصصات، يتضمن حوالي 200 باحث، في مجالات الإنسانيات، والعلوم الاجتماعية، بجامعة هايدلبرغ بألمانيا.

## نبذة
بدأت الكتلة البحثية عملها في أكتوبر 2007 كجزء من مبادرة الامتياز الصادرة عن الحكومة الفيدرالية الاتحادية وحكومات الولايات الألمانية. ويعمل بها حوالي 200 باحث على تحليل ديناميكيات التبادل الثقافي بين آسيا وأوروبا بالإضافة إلى ما داخل آسيا، وهم بالخصوص يقومون بتحليل نقاط عدم التماثل في التدفقات الثقافية والاجتماعية والسياسية والطاقات المنبثقة عن إدراكها.
يعد هدف الكتلة البحثية هو تطوير اقتراب وهيكل مؤسسية لدراسة الثقافة واضعة في الاعتبار الأهمية الحيوية للتفاعلات العبر ثقافية وتسعى نحو اكتشاف ديناميكيات التدفقات الثقافية في المفاهيم والمؤسسات والممارسات المنقولة عبر وسائل الإعلام والأشياء والأشخاص من خلال دراسات حالة متعلقة بآسيا وأوروبا.
و يقع مقر الكتلة البحثية في مركز كارل ياسبرز للدراسات العبر الثقافية المتقدمة بجامعة هايدلبرغ ولها فرع في نيو دلهي بالهند. ويرأس الكتلة هيئة مكونة من أ.د.مادلين هرن-أش، أ.د. أكسل ميكايلز، أ.د. رودلف ج. واجنر.

## البحث العلمي
تضم الكتلة أكثر من 70 مشروع بحثي منظمين في أربعة مجالات بحثية: الإدارة والحكم، المجال العام، الصحة والبيئة، والتأريخ والتراث. وتضم خمس أستاذيات متعلقة بالكتلة في مجال البحث العبر-الثقافي: في مجال الدراسات البوذية، والتاريخ الثقافي والاقتصادي، وتاريخ الفن العالمي، والتاريخ الفكري، والانثروبولوجيا المتعلقة بوسائل الإعلام المرئية.
و لتسهيل عملية انتقال وتحليل العلاقات العبر-ثقافية تم إنشاء كيان بحث إلكتروني يضم الأطر الأساسية للأبحاث.
يتم نشر نتائج الأبحاث في مجلات علمية عالمية وسلاسل كتب، وقد أطلقت الكتلة سلسلتين من الكتب الأولى بعنوان «البحث العبر-ثقافي: دراسات هايدلبرغ عن آسيا وأوروبا في نطاق عالمي» والثانية بعنوان «دراسات هايدلبرغ العبر-ثقافية»، بالإضافة إلى المجلة العلمية «الدراسات عبر-الثقافية» Transcultural Studies وكلها مراجعة علمية

## التدريس
أنشأت الكتلة برنامج ماجستي للدراسات العبر-ثقافية بجامعة هايدلبرغ ويركز هذا البرنامج على العنصر العبر-ثقافي عن طريق اقتراب بين-حقلي وكفاءات تاريخية ولغوية وثقافية مقترنة بالحقول العلمية التقليدية والإنجليزية هي لغة التدريس.
و بالإضافة لذلك هناك برنامج للدكتوراة.